# 弘誓寺
弘誓寺（ぐせいじ）は、岐阜県山県市にある臨済宗妙心寺派の寺院である。山号は椎倉山。本尊の聖観音菩薩は美濃西国三十三観音霊場20番札所で、美濃四国71番札所でもある。
もと方県郡安食村椎倉堂にあった聖徳太子作と伝わる聖観音菩薩を、土岐成頼が文安2年（1445年）に現在地へ移し、天台宗寺院として開かれた。天文年間に斎藤道三により焼かれたものの、本尊の聖観音菩薩は無事に逃れ、観音像を祀るための草庵が結ばれた。江戸時代に入り、寛文2年（1649年）に月庭和尚により再興され、臨済宗妙心寺派の寺院となり現在に至る。
境内には弁天堂、十王堂、薬師堂などがある。

## 参考資料
- 高富町史